# Werner Sterz
Werner Sterz, pendant la Seconde Guerre mondiale, est un officier de la Wehrmacht. Il commande, sur le théâtre de combats de Normandie, le 38e bataillon de Panzerjäger (chasseur de chars), unité composante de la 2e Panzerdivision, avec le grade de major (commandant).
Pendant les combats de Caen et au sud de la ville, le generalleutnant (général de corps d’armée) Heinrich Freiherr von Lüttwitz, commandant la division, lui confie un kampfgruppen (groupe de combat) regroupant la moitié des forces de la division.
Le kampfgruppen Sterz participe, entre autres, pendant l’opération Spring, à la contre-attaque de l’après-midi du 25 juillet 1944 contre les positions canadiennes sur les villages de Saint-Martin-de-Fontenay et Saint-André-sur-Orne.